# Montblanc-Affäre
Als Montblanc-Affäre wird die Aufdeckung der übermäßig teuren Einkäufe über hundert Bundestagsabgeordneter bezeichnet. Der Name entstand, nachdem bekannt geworden war, dass sich 116 Bundestagsabgeordnete im Jahr 2009 Luxusschreibgeräte von Montblanc für 68.000 Euro gekauft hatten. Als Reaktion auf das Ereignis wurde 2010 vom Ältestenrat beschlossen, dass sich die Abgeordneten keine „Luxus-Schreibgeräte“ mehr von der veranschlagten Bürokostenpauschale kaufen dürfen.
Im August 2016 veröffentlichte die Bild eine Liste mit den Namen von 90 Abgeordneten. Unter diesen befinden sich Laurenz Meyer, Norbert Lammert, Otto Fricke, Willy Wimmer und Ronald Pofalla. Einen Streit mit dem Bundestag um die Veröffentlichung gab es schon seit längerer Zeit. Im vorläufigen Rechtsschutzverfahren (Aktenzeichen OVG 6 S 23.16) entschied das Oberverwaltungsgericht Berlin-Brandenburg am 11. Oktober 2016 auf die Pflicht zur Herausgabe einer vollständigen Liste mit den Namen der Abgeordneten durch den Bundestag, der dieser in der Folge nachkam.